# Daniela Rockenschaub
Daniela Rockenschaub (* 9. August 1981 in Wels, Oberösterreich) ist ein österreichisches Model und die Miss Austria 2001. 

## Biographie
Daniela Rockenschaub wurde 2001 zur Miss Austria gekürt und trat damit die Nachfolge von Patricia Kaiser an. Die Vize-Miss-Oberösterreich setzte sich im Finale knapp gegen Carina Friedl durch, der sie bei der Wahl zur Miss Oberösterreich unterlegen war. Die Welserin nahm an der Wahl zur Miss World teil und begann eine Karriere als Model. Rockenschaub wurde 2002 von der Niederösterreicherin Céline Roscheck als Miss Austria abgelöst. 